# Остапенко, Филимон Петрович
Филимон Петрович Остапенко — советский военный, государственный и политический деятель, генерал-майор.

## Биография
Родился в 1903 году в Кременчуге. Член КПСС.
С 1918 года — на военной службе, общественной и политической работе. В 1918—1972 гг. — участник Гражданской войны, кадровый военный, участник борьбы с басмачеством в Туркестане, на партийной работе в Украинской ССР, участник Великой Отечественной войны, военный комиссар 36-го стрелкового корпуса, заместитель начальника политотдела 44-й армии, преподаватель, старший преподаватель кафедры марксизма-ленинизма, первый секретарь Сталинского райкома КП(б)У города Киева, председатель Киевского облсовпрофа, и. о. доцента, доцент кафедры истории КПСС, заведующий кафедрой гуманитарных дисциплин для иностранных студентов Киевского государственного университета.
Делегат XIX съезда КПСС.
Умер в Киеве в 1974 году.

## Сочинения
- Укрепление большевистских организаций Украины в 1912—1914 гг. — К., 1956.
- Українська РСР у великій вітчизняній війні Радянського Союзу (1941—1945).
- КПРС в період Великої вітчизняної війни 1941—1945 рр.